# 델타주

델타주의 위치

델타주(영어: Delta State)는 나이지리아의 남부에 있는 주로, 주도는 아사바이다. 면적은 17,698km2이며, 인구는 2,570,181명(1991년)이다. 이름은 나이저강의 삼각주(delta)로부터 유래된 이름이다. 1991년 8월 27일 옛 벤델주에서 분리되어 신설되었다. 북쪽과 서쪽으로는 에도주, 동쪽으로는 아남브라주와 이모주, 리버스주, 남동쪽으로는 바이엘사주와 접한다. 이 주에는 25개의 지방 정부가 위치해 있다. 델타주에서 가장 큰 도시는 와리이다.